# Glossotrophia commutata
Glossotrophia commutata là một loài bướm đêm trong họ Geometridae.